# Новохацький Василь Михайлович
Васи́ль Миха́йлович Новоха́цький (нар. 24 вересня 1974, Калинівка) — український футболіст, що грав на позиції нападника та півзахисника. Відомий насамперед виступами за футбольні клуби ЦСКА, у якому став фіналістом Кубка України, та «Нива» (Вінниця), а також за низку грецьких клубів.
Натепер є військовослужбовцем одного із добровольчих батальйонів Збройних сил України.

## Клубна кар'єра
Василь Новохацький народився в райцентрі Вінницької області Калинівці. Почав займатись футболом у рідному місті, далі вдосконалював футбольну майстерність у Львівській школі-інтернаті спортивного профілю. Після закінчення школи-інтернату першим професійним клубом молодого футболіста став черкаський «Дніпро». У 1992 році, перед початком першого незалежного чемпіонату України, Василь Новохацький повертається до рідної області й дебютує у вищій лізі України за вінницьку «Ниву» в матчі з майбутніми чемпіонами країни — сімферопольською «Таврією». У «Ниві» Новохацький грав із майбутніми гравцями збірної України — Віталієм Косовським, Олегом Надудою, Олександром Горшковим під керівництвом Юхима Школьникова.
Наприкінці 1992 року, після вильоту «Ниви» до першого дивізіону, Василя Новохацького призвали до Збройних сил України. Він служив у київському клубі ЦСКА, який після розпаду СРСР у той час часто змінював назви, а іноді й підпорядкування — ЦСК ЗСУ, «ЦСК ЗСУ-Оріяна», ЦСКА, «ЦСКА-Борисфен». У цьому клубі Новохацький почав із другої Української ліги, а разом із «ЦСКА-Борисфеном» грав уже в першій лізі під керівництвом Михайла Фоменка.
У 1995 році Василь Новохацький уперше поїхав до Греції, і його першим клубом у цій країні став пірейський «Іонікос», і його тренером у цій команді був Олег Блохін. Хоча Новохацький добре зарекомендував себе в команді, через проблеми з контрактом він вимушений був наступний сезон провести в оренді в ізраїльському клубі «Маккабі» з Хайфи, де також грав із співвітчизниками Сергієм Кандауровим та Сергієм Баланчуком. Після року оренди футболіст повертається до Греції, але вже до іншого клубу — «Панахаїкі» з Патр, де одним із його партнерів на полі був відомий грецький футболіст Костас Кацураніс.
Після року виступів за клуб із Патр Новохацький вирішив повернутися в Україну до клубу, за який він виступав раніше — столичного ЦСКА. На той час київські армійці виступали у вищій лізі України, і, хоча Новохацький не був гравцем основи клубу, саме в армійському клубі він досяг найбільшого успіху в своїй футбольній кар'єрі — у фіналі Кубку України, вийшовши на заміну після перерви, він став автором єдиного забитого м'яча гравцями ЦСКА в тому матчі, на яке динамівці Києва відповіли дублем Андрія Шевченка, що й принесло перемогу в цьому матчі.
Так і не ставши гравцем основи в ЦСКА, Василь Новохацький вирішив продовжити футбольну кар'єру в Греції, де наступним його клубом став «Ханья» з острова Крит, який на той час виступав у третьому грецькому дивізіоні. Далі півтора року Новохацький виступав за інший клуб третього грецького дивізіону — «Маніс», після чого завершив кар'єру професійного гравця.
Після завершення професійної кар'єри Василь Новохацький ще кілька років виступав за аматорські клуби «Авангард» (Монастирище) та СК «Калинівка», після чого завершив виступи на футбольних полях. Після завершення футбольної кар'єри працював у рідному місті тренером у дитячо-юнацькій спортивній школі.

## Служба у Збройних силах під час російсько-української війни
Після початку російсько-української війни Василь Новохацький вирішив вступити до лав одного з добровольчих батальйонів Збройних сил України. Разом із бойовими побратимами брав участь у боях за Станицю Луганську, Щастя, Горлівку. У 2015 році завершив службу та повернувся до Калинівки.

## Досягнення
- Фіналіст Кубка України — 1997–1998